# Padada
Padada (Bayan ng Padada) är en kommun på Filippinerna. Kommunen ligger på ön Mindanao, och tillhör provinsen Davao del Sur. Folkmängden uppgår till 24 112 invånare.

## Bildgalleri

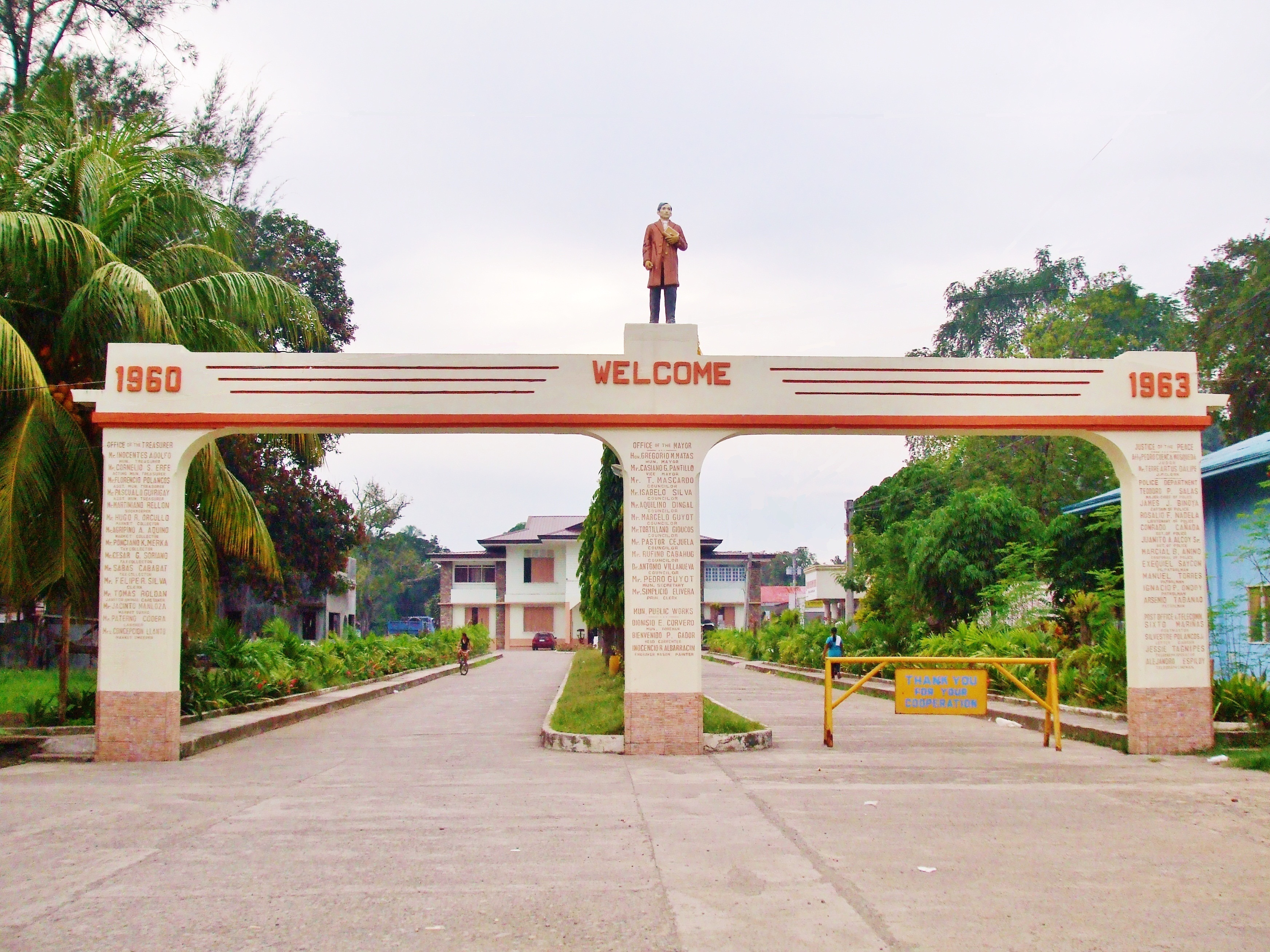
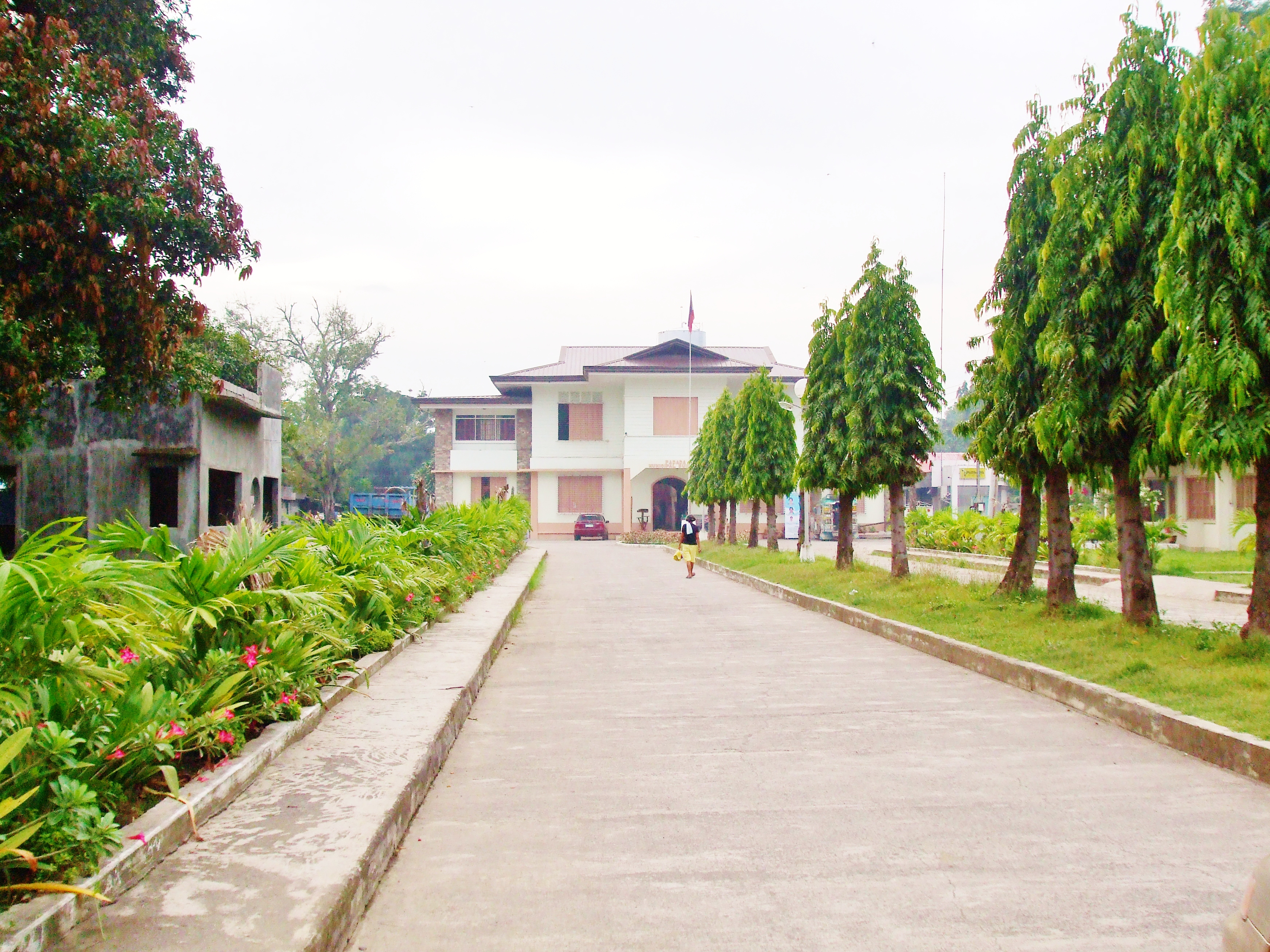

## Barangayer
Padada är indelat i 17 barangayer.
| - Almendras (Pob.) - Don Sergio Osmeña, Sr - Harada Butai - Lower Katipunan - Lower Limonzo - Lower Malinao - N C Ordaneza District (Pob.) - Northern Paligue - Palili | - Piape - Punta Piape - Quirino District (Pob) - San Isidro - Southern Paligue - Tulogan - Upper Limonzo - Upper Malinao |